# M39多目的装甲車
M39多目的装甲車（M39たもくてきそうこうしゃ、英語: M39 Armored Utility Vehicle）は、アメリカで第二次世界大戦-朝鮮戦争にかけて運用されていた砲兵トラクター、装甲車である。1944年11月に制式化された。既製のM18 ヘルキャット駆逐戦車をベースに改造して作られた。

## 概要
当初、M39はM5 3インチ砲の牽引車として開発された。前線から引き上げられた初期生産型のM18 ヘルキャットから、1944年10月-1945年3月までの間に約650両（うち10両は指揮・偵察型）が改造され、第二次世界大戦終盤のヨーロッパ戦線に投入された。しかし、大戦中の牽引式対戦車砲部隊は損害が大きく、自走砲部隊に改変されたため、本来の牽引車としての任務からは外されることとなった。後に朝鮮戦争に派遣され、M41自走榴弾砲への弾薬補給・前線への物資補給に活躍し、1957年にアメリカ陸軍から退役した。
M18の砲塔は撤去されており、上面に大きく角型に開かれた開口部が設けられ、その周囲に装甲板が装着されている。乗員は2名で、車内に兵員8名を搭載することができた。武装としては、開口部前方の銃架に12.7mm重機関銃1基を搭載できる。

## ギャラリー

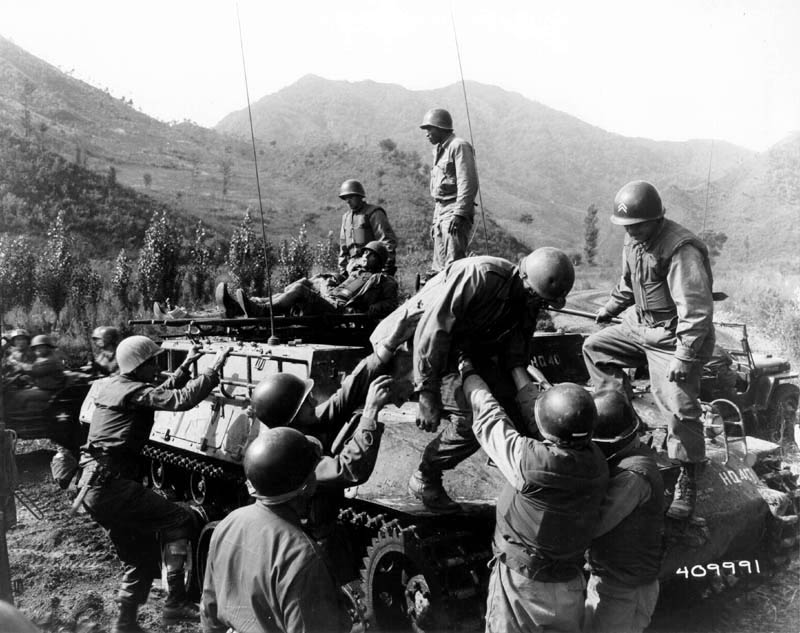
衛生兵が負傷兵をM39から搬送している様子
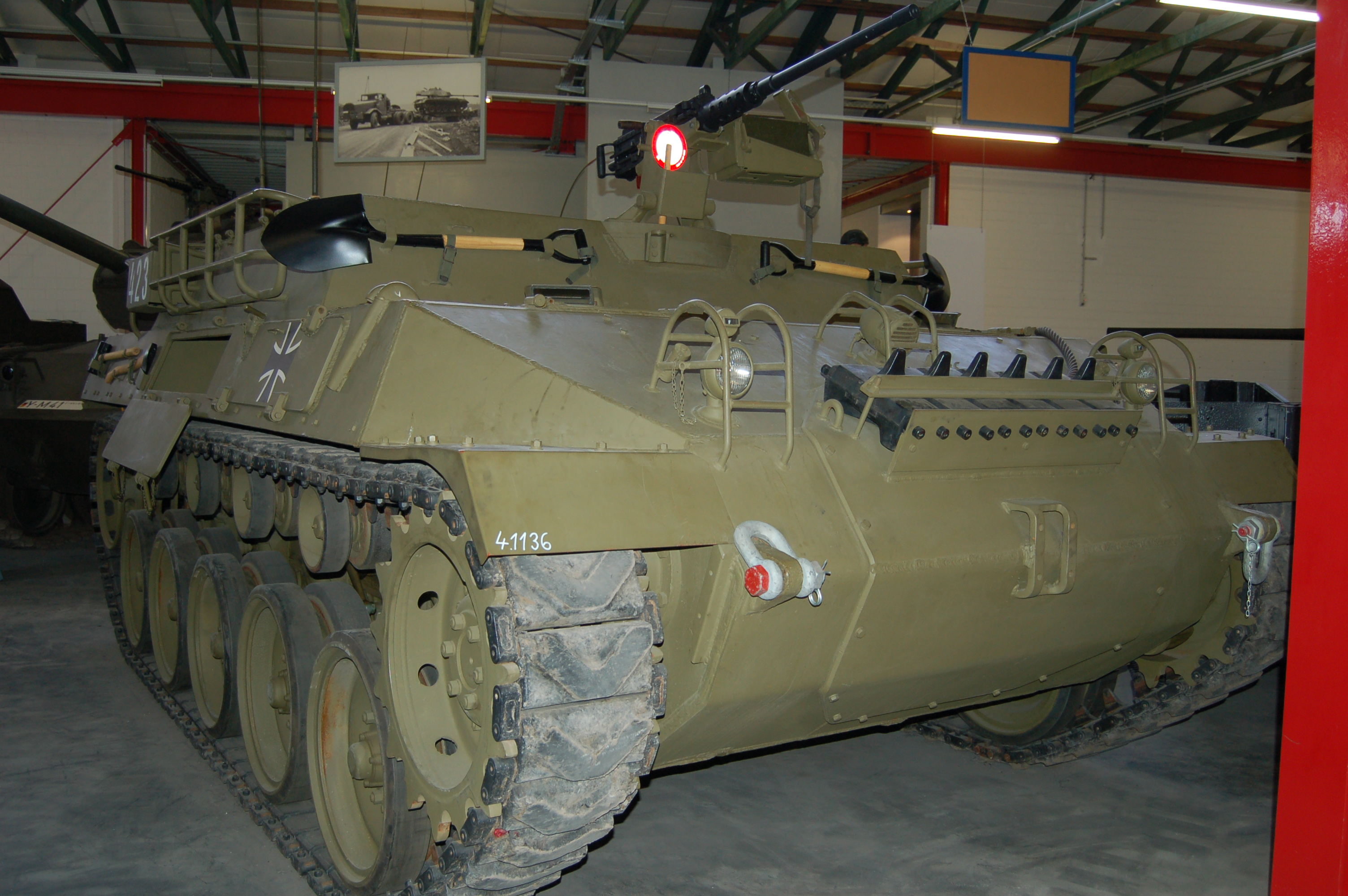
ドイツの博物館に展示されているM39。ドイツ連邦軍の紋章であるタッツェンクロイツが入っている
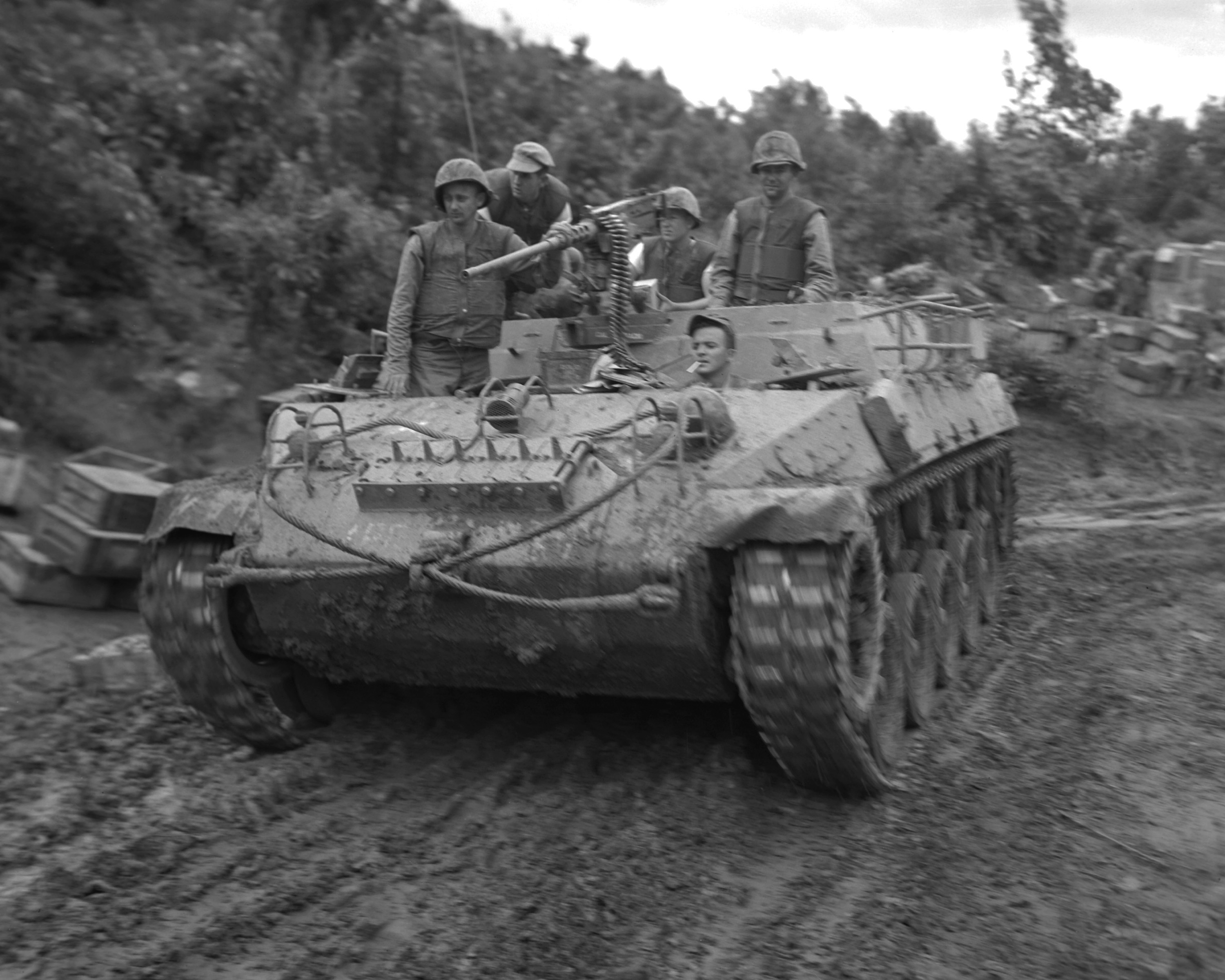
朝鮮戦争時にM39を使用するアメリカ海兵隊
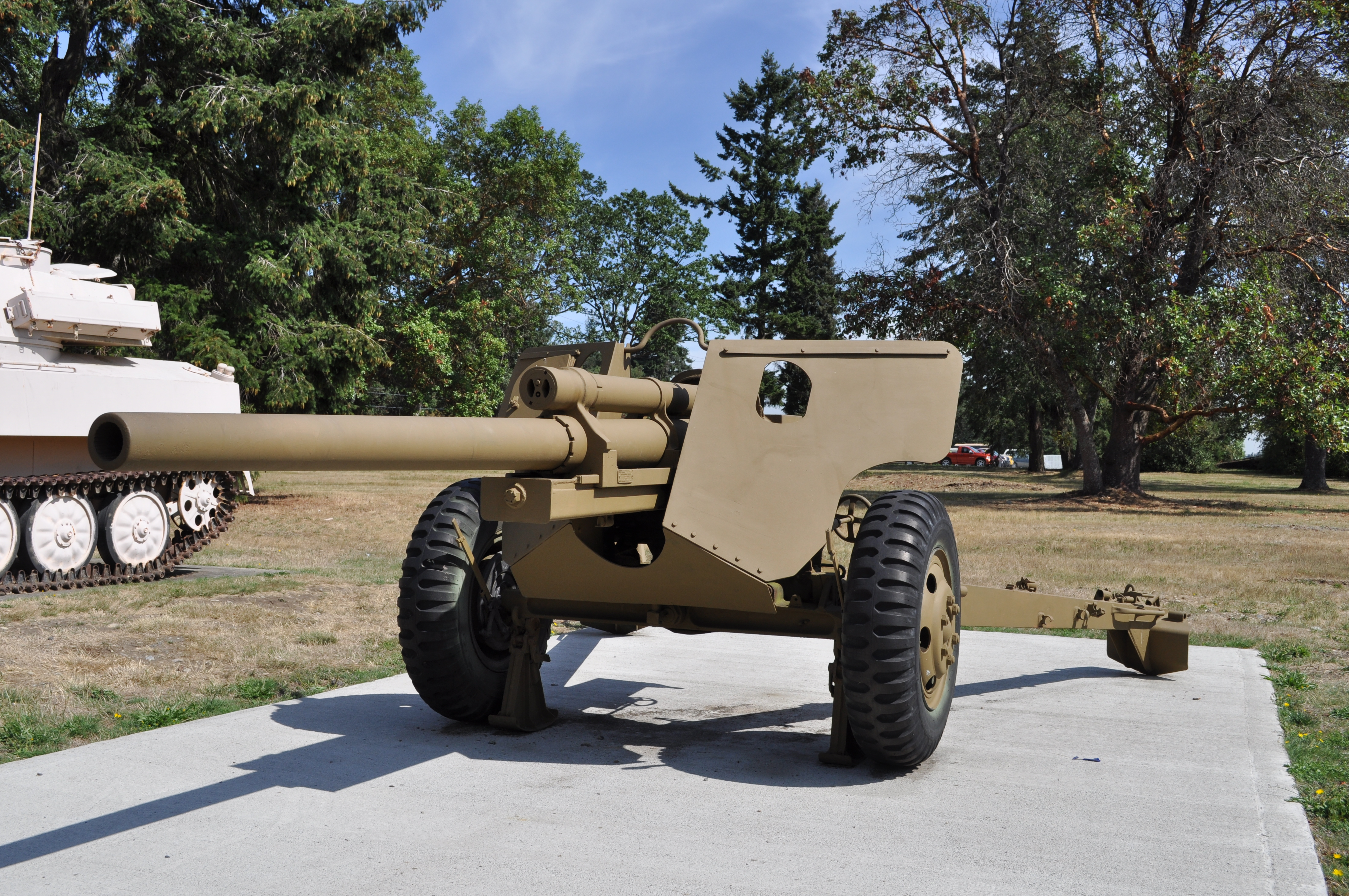
M39に牽引されたM5 3インチ砲